# ناجي أنجلو
ناجي أنجلو (7 مايو 1942 - 9 أبريل 2019)، ممثل ومخرج مصري.

## حياته ونشأته
حصل على دبلوم معهد ليوناردو دافنشي عام 1962 ثم دبلوم المعهد العالي للسينما عام 1966، ليتم بعدها تعيينه كمخرج بالتليفزيون، ولكنه اقتحم مجال التمثيل من خلال المشاركة بمسلسل «الرجل ذو الخمسة وجوه» عام 1969، ولكن كانت أبرز أدواره كممثل في فيلم «البحث عن فضيحة» عام 1973، حيث قام بأداء شخصية «ريكو»، بينما قام بأولى تجاربه الإخراجية في السينما عام 1974 من خلال فيلم «2 - 1 - 0» للنجم صلاح ذو الفقار لتتوالى بعدها أعماله والتي منها «زيارة سرية»، و«الرجل الذي فقد ذاكرته مرتين»، و«من فضلك وإحسانك»، و«الذكاء المدمر». وسافر إلى الولايات المتحدة الأمريكية في التسعينيات قبل أن يعود ويقوم بإخراج مسلسل «فستان فرح» عام 2009.
توفي في 9 أبريل 2019  عن عمر يناهز 77 سنة  وكان رصيده الفني خلال فترة نشاطه التي امتدت 40 سنة: إخراج 23 عملاً - تمثيل 13 عملاً - تأليف 3 أعمال.

## أبرز أعماله
- فيلم «اللى رقصوا ع السلم» بطولة مريم فخر الدين وأحمد بدير، عام 1994 (إخراج)[13]
- فيلم «العذراء والعقرب» بطولة يوسف شعبان وصابرين، عام 1990 (إخراج)[14]
- فيلم «المليونيرة الحافية» بطولة صلاح ذو الفقار وهالة فؤاد، عام 1987 (إخراج)[15]
- فيلم «لقاء في شهر العسل» بطولة إيمان البحر درويش والهام شاهين، عام 1987 (إخراج)[16]
- فيلم «الهاربات» بطولة محيي إسماعيل وإلهام شاهين، عام 1987 (إخراج)[17]
- فيلم «من فضلك وإحسانك» بطولة صلاح ذو الفقار وهدي سلطان وهشام سليم، عام 1986 (إخراج)[18]
- فيلم «البرىء والمشنقة» بطولة مجدي وهبة وإبراهيم يسري، عام 1986 (إخراج)[19]
- فيلم «المطاردة الأخيرة» بطولة عزت العلايلي وليلى علوي، عام 1986 (إخراج)[20]
- فيلم «الاتحاد النسائي» بطولة أحمد مظهر ومديحة كامل، عام 1984 (إخراج)[21]
- فيلم «زيارة سرية» بطولة صلاح ذو الفقار وآثار الحكيم، عام 1981 (إخراج)[22]

## وصلات خارجية
- ناجي أنجلو على موقع السينما
- ناجي أنجلو على موقع بوابة الأهرام
- ناجي أنجلو على موقع IMDB
- ناجي أنجلو على موقع كاروهات